# Будний Богдан Євгенович
Богда́н Євге́нович Будний (нар. 25 листопада 1953 року, с. Горішня Слобідка, Україна) — український педагог, видавець. Доктор педагогічних наук (1997), професор (2001).

## Життєпис
Богдан Будний народився 25 листопада 1953 року в селі Горішній Слобідці Монастириського району Тернопільської області, Україна.
Закінчив Тернопільський педагогічний інститут (1975, з 1997 року — Національний Педагогічний Університет імені Володимира Гнатюка). 
Працював учителем у школах Хмельницької області та в м. Тернополі.
Від 1979 року — в Тернопільському національному педагогічному університеті, асистент старшого викладача, доцент, професор кафедри фізики.
Від 1997 року — директор, головний редактор приватного видавництва «Навчальна книга — Богдан».

## Доробок
Досліджує проблеми формування системи фундаментальних фізичних понять. Автор понад 60 наукових праць.
Праці:
- Вивчення квантової фізики в школі. — К., 1994.
- Теоретичні основи формування фундаментальних фізичних понять. — К., 1996.
- Розвиток квантових уявлень учнів при вивченні фізики. — К., 1998.
- Методика формування системи фундаментальних фізичних понять. — К., 1999.

## Відзнаки
- Відзнака Тернопільської міської ради (2013)[1].